# Liste des villes et villages de la Nouvelle-France
 (avril 2016).
Si vous disposez d'ouvrages ou d'articles de référence ou si vous connaissez des sites web de qualité traitant du thème abordé ici, merci de compléter l'article en donnant les références utiles à sa vérifiabilité et en les liant à la section « Notes et références ».
Cet article présente une Liste des villes et villages de la Nouvelle-France sous la forme de deux tableaux. Ces villes et villages se situaient/se situent encore sur tout l'ancien territoire de la Nouvelle-France, de la Louisiane et au Québec. 

## Les principales villes
| Ville               | Localisation en Nouvelle-France | Localisation actuelle | Date de fondation ou de colonisation |
| ------------------- | ------------------------------- | --------------------- | ------------------------------------ |
| Québec              | Canada                          | Québec                | 1608                                 |
| Trois-Rivières      | Canada                          | Québec                | 1634                                 |
| Montréal            | Canada                          | Québec                | 1642                                 |
| Détroit             | Pays d'en Haut                  | Michigan              | 1701                                 |
| Louisbourg          | Île Royale                      | Nouvelle-Écosse       | 1713                                 |
| La Nouvelle-Orléans | Basse Louisiane                 | Louisiane             | 1718                                 |

## Les villes et villages
| Village                      | Localisation en Nouvelle-France | Localisation actuelle   | Date de fondation ou de colonisation |
| ---------------------------- | ------------------------------- | ----------------------- | ------------------------------------ |
| Baie-du-Febvre               | Canada                          | Québec                  | 1683                                 |
| Baie-Saint-Paul              | Canada                          | Québec                  | 1681                                 |
| Batiscan                     | Canada                          | Québec                  | 1662                                 |
| Bâton-Rouge                  | Basse Louisiane                 | Louisiane               | 1718                                 |
| Beaumont                     | Canada                          | Québec                  | 1672                                 |
| Beauport                     | Canada                          | Québec                  | 1634                                 |
| Beaupré                      | Canada                          | Québec                  | 1636                                 |
| Beaubassin                   | Acadie                          | Nouveau-Brunswick       | 1671                                 |
| Bécancour                    | Canada                          | Québec                  | 1681                                 |
| Berthier                     | Canada                          | Québec                  | 1672                                 |
| Biloxi                       | Basse Louisiane                 | Mississippi             | 1699                                 |
| Boucherville                 | Canada                          | Québec                  | 1667                                 |
| Cahokia                      | Pays des Illinois               | Illinois                | 1696                                 |
| Cap-Saint-Ignace             | Canada                          | Québec                  | 1679                                 |
| Cap-Santé                    | Canada                          | Québec                  | 1679                                 |
| Castine                      | Acadie                          | Maine                   | 1613                                 |
| Chambly                      | Canada                          | Québec                  | 1679                                 |
| Charlesbourg                 | Canada                          | Québec                  | 1675                                 |
| Chartres                     | Pays des Illinois               | Illinois                | 1719                                 |
| Château-Richer               | Canada                          | Québec                  | 1642                                 |
| Chicago                      | Pays des Illinois               | Illinois                | fin du XVIIe siècle                  |
| Cobéquid                     | Acadie                          | Nouvelle-Écosse         | 1689                                 |
| Contrecœur                   | Canada                          | Québec                  | 1667                                 |
| Deschambault-Grondines       | Canada                          | Québec                  | 1646                                 |
| Grand-Pré                    | Acadie                          | Nouvelle-Écosse         | 1680                                 |
| Kahnawake                    | Canada                          | Québec                  | 1667                                 |
| Kaskaskia                    | Pays des Illinois               | Illinois                | 1703                                 |
| L'Ancienne-Lorette           | Canada                          | Québec                  | 1674                                 |
| L'Ange-Gardien               | Canada                          | Québec                  | 1664                                 |
| L'Assomption                 | Canada                          | Québec                  | 1717                                 |
| L'Islet-sur-Mer              | Canada                          | Québec                  | 1678                                 |
| La Baye                      | Pays d'en Haut                  | Wisconsin               | 1634                                 |
| La Hève                      | Acadie                          | Nouvelle-Écosse         | 1632                                 |
| La Prairie                   | Canada                          | Québec                  | 1647                                 |
| Les Mines                    | Acadie                          | Nouvelle-Écosse         | 1682                                 |
| Lac-des-Deux-Montagnes       | Canada                          | Québec                  | 1721                                 |
| Lachenaie                    | Canada                          | Québec                  | 1720                                 |
| Longueuil                    | Canada                          | Québec                  | 1668                                 |
| Malpeque                     | Acadie                          | Île-du-Prince-Édouard   | 1728                                 |
| Mascouche                    | Canada                          | Québec                  | 1717                                 |
| Michilimakinac               | Pays d'en Haut                  | Michigan                | 1673                                 |
| Miramichi                    | Acadie                          | Nouveau-Brunswick       | 1636                                 |
| Mobile                       | Basse Louisiane                 | Alabama                 | 1702                                 |
| Montmagny                    | Canada                          | Québec                  | 1646                                 |
| Natchez                      | Basse Louisiane                 | Mississippi             | 1716                                 |
| Natchitoches                 | Basse Louisiane                 | Louisiane               | 1714                                 |
| Nicolet                      | Canada                          | Québec                  | 1668                                 |
| Pascagoula                   | Basse Louisiane                 | Mississippi             | 1700                                 |
| Peoria                       | Pays des Illinois               | Illinois                | 1680                                 |
| Petit-Saint-Ours             | Canada                          | Québec                  | 1668                                 |
| Pisiguit                     | Acadie                          | Nouvelle-Écosse         | 1684                                 |
| Plaisance                    | Terre-Neuve                     | Terre-Neuve-et-Labrador | 1662                                 |
| Pointe-aux-Trembles          | Canada                          | Québec                  | 1660                                 |
| Pointe-Claire                | Canada                          | Québec                  | 1685                                 |
| Port-LaJoye                  | Acadie                          | Île-du-Prince-Édouard   | 1720                                 |
| Port-Royal                   | Acadie                          | Nouvelle-Écosse         | 1605                                 |
| Prairie du Chien             | Pays d'en Haut                  | Wisconsin               | 1685                                 |
| Prairie du Rocher            | Pays des Illinois               | Illinois                | 1718                                 |
| Pointe-Lévy                  | Canada                          | Québec                  | 1647                                 |
| Repentigny                   | Canada                          | Québec                  | 1670                                 |
| Rimouski                     | Canada                          | Québec                  | 1696                                 |
| Rivière-aux-Canards          | Acadie                          | Nouvelle-Écosse         | 1670                                 |
| Rivière-Ouelle               | Canada                          | Québec                  | 1672                                 |
| Saint-Antoine-de-Tilly       | Canada                          | Québec                  | 1700                                 |
| Saint-Augustin               | Canada                          | Québec                  | 1650                                 |
| Saint-Charles-de-Bellechasse | Canada                          | Québec                  | 1677                                 |
| Saint-Charles                | Canada                          | Québec                  | 1740                                 |
| Saint-Denis                  | Canada                          | Québec                  | 1740                                 |
| Saint-François               | Canada                          | Québec                  | 1679                                 |
| Saint-François-du-Lac        | Canada                          | Québec                  | 1669                                 |
| Saint-Ignace                 | Pays d'en Haut                  | Michigan                | 1671                                 |
| Saint-Jean                   | Canada                          | Québec                  | 1680                                 |
| Saint-Jean-Port-Joli         | Canada                          | Québec                  | 1677                                 |
| Saint-Joseph                 | Pays d'en Haut                  | Michigan                | 1669                                 |
| Saint-Joseph-de-Beauce       | Canada                          | Québec                  | 1736                                 |
| Saint-Laurent                | Canada                          | Québec                  | 1679                                 |
| Saint Louis                  | Pays des Illinois               | Missouri                | 1763                                 |
| Saint-Mathias                | Canada                          | Québec                  | 1739                                 |
| Saint-Michel-de-Bellechasse  | Canada                          | Québec                  | 1678                                 |
| Saint-Philippe               | Pays des Illinois               | Illinois                | 1718                                 |
| Saint-Pierre                 | Canada                          | Québec                  | 1679                                 |
| Saint-Roch-des-Aulnaies      | Canada                          | Québec                  | 1680                                 |
| Saint-Vincent-de-Paul        | Canada                          | Québec                  | 1743                                 |
| Sainte-Anne-de-Bellevue      | Canada                          | Québec                  | 1672                                 |
| Sainte-Anne-de-la-Pérade     | Canada                          | Québec                  | 1693                                 |
| Sainte-Anne-de-la-Pocatière  | Canada                          | Québec                  | 1693                                 |
| Sainte-Anne-des-Plaines      | Canada                          | Québec                  | 1747                                 |
| Saint-Famille                | Canada                          | Québec                  | 1661                                 |
| Sainte-Foy                   | Canada                          | Québec                  | 1638                                 |
| Sainte-Geneviève             | Pays des Illinois               | Missouri                | 1735                                 |
| Sainte-Geneviève             | Canada                          | Québec                  | 1665                                 |
| Sainte-Marie-de-Beauce       | Canada                          | Québec                  | 1737                                 |
| Sainte-Rose                  | Canada                          | Québec                  | 1740                                 |
| Sault Ste. Marie             | Pays d'en Haut                  | Michigan                | 1668                                 |
| Sorel                        | Canada                          | Québec                  | 1642                                 |
| Tadoussac                    | Canada                          | Québec                  | 1600                                 |
| Terrebonne                   | Canada                          | Québec                  | 1673                                 |
| Vaudreuil                    | Canada                          | Québec                  | 1634                                 |
| Varennes                     | Canada                          | Québec                  | 1672                                 |
| Verchères                    | Canada                          | Québec                  | 1690                                 |
| Vincennes                    | Pays des Illinois               | Indiana                 | 1732                                 |
| Yamachiche                   | Canada                          | Québec                  | 1702                                 |